# Bruno Heini

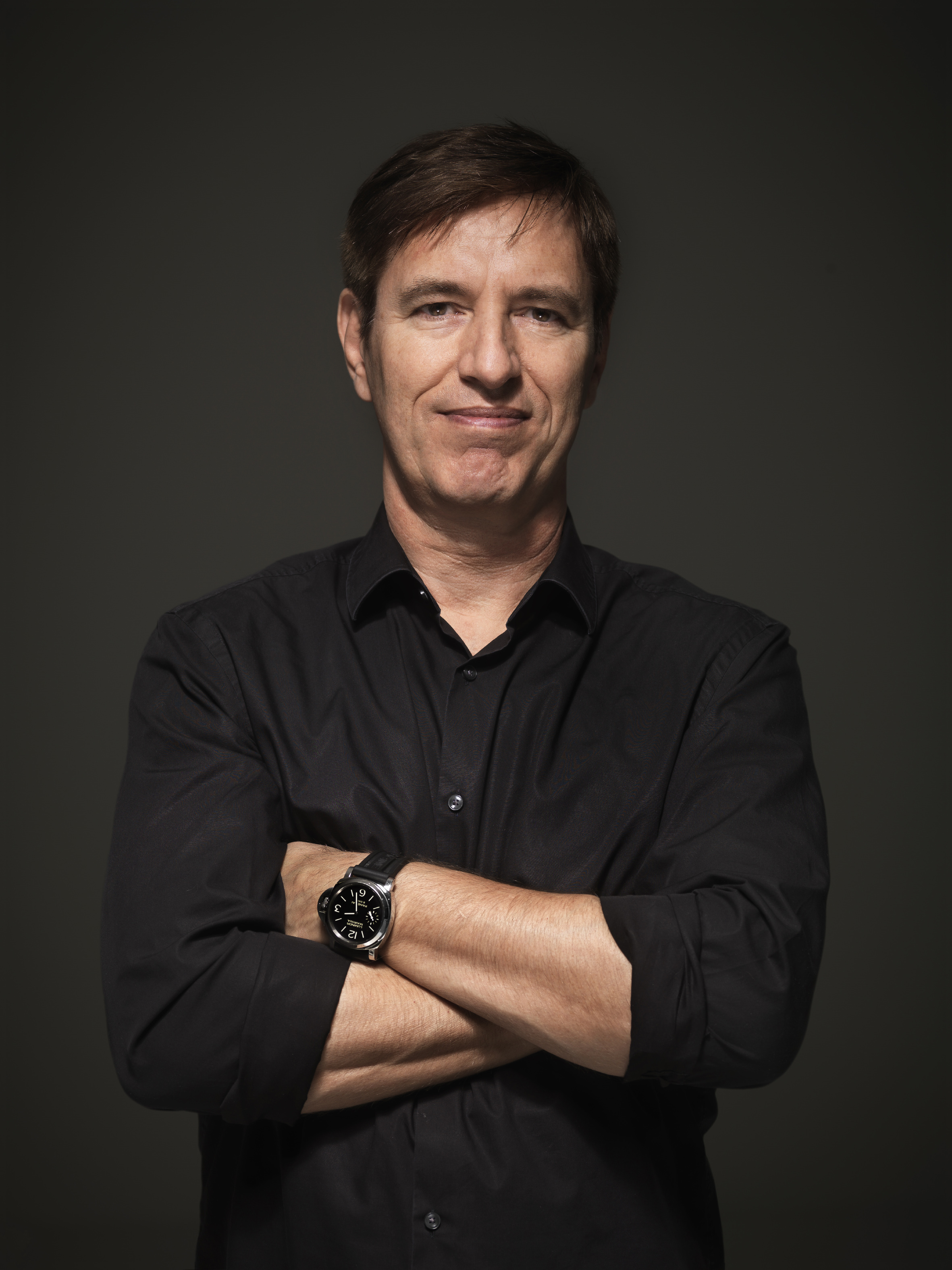
Autor Bruno Heini

Bruno Heini (* 4. September 1960) ist ein Schweizer Unternehmer, Jazz- und Rockmusiker und Schriftsteller.

## Leben
Bruno Heinis Eltern waren Bäcker/Konditor- und Gastronomie-Unternehmer. Er hat einen Bruder und eine Schwester und wuchs in Luzern auf. Die Matura legte er am Gymnasium in Beromünster ab und absolvierte Ausbildungen zum Konditor und Gastronomen. Später folgte ein Marketing-Studium an der Cornell University in den USA. Anfang der 1980er Jahre schloss er seine Ausbildung als Tenorsaxophonist an der Jazzschule Luzern ab und war fortan auch als professioneller Musiker tätig.
Schon in der Schulzeit spielte Heini in Bands und absolvierte mit verschiedenen Jazz- und Rockformationen zahlreiche Auftritte in Europa, den USA und in China. Als Jazzmusiker war er während der Olympischen Sommerspiele 2008 in Peking als musikalischer Leiter des House of Switzerland. Er wirkte bei zahlreichen Schallplattenaufnahmen mit und absolvierte TV-Auftritte.
Seit 2008 schreibt Heini Bücher und Kolumnen. 2010 veröffentlichte er ein Sachbuch zu den Themen Marketing und Personalschulung und hielt zu diesen Themen Seminare und Refererate. 2016 erschien sein Thriller „Teufelssaat“, der es auf Anhieb in die Taschenbuch-Bestsellerliste schaffte. 2018 folgte der Kriminalroman „Engelsknochen“ und 2020 sein dritter Thriller „Höllenwut“, in dem es um das Thema Gewalt gegen Frauen geht. „Höllenwut“ erreichte Platz 3 der Schweizer Taschenbuch-Hitparade und erhielt positive Rezensionen. Heinis Romane enthalten Luzerner Lokalkolorit. Er ist Mitglied im Krimi Schweiz – Verein für schweizerische Kriminalliteratur.
Heini lebt mit seiner Frau, der Rockmusikerin und Sängerin Judith Heini, in Luzern.

## Auszeichnungen als Unternehmer
Als Gastronomie- und Konditorei-Unternehmer erhielt Heini mehrere Auszeichnungen, unter anderem den „Zacharias“ und den „Marktkieker“, einen Marketing- und Innovationspreis der Backbranche in Deutschland, Österreich und der Schweiz. Zwei seiner Konfiserie-Spezialitäten wurden im offiziellen Eidgenössischen Inventar „Kulinarisches Erbe der Schweiz“ aufgenommen.

## Veröffentlichungen
- Mehr Butter aufs Brot. Wie man mehr verkauft und gleichzeitig höhere Preise erzielt. Richemont 2010. ISBN 978-3-033-02220-1
- Engelsknochen, Thriller. Meßkirch: Gmeiner 2018. ISBN 978-3-8392-2206-5
- Höllenwut. Thriller. Meßkirch: Gmeiner 2020. ISBN 978-3-8392-2640-7
- Teufelssaat. Thriller. Meßkirch: Gmeiner 2016. ISBN 978-3-8392-1974-4